# Wilhelm Tempel (esesman)
Wilhelm Tempel (ur. 1 listopada 1908 w Duisburgu, zm. 29 maja 1946 w Landsberg am Lech) – zbrodniarz nazistowski, SS-Hauptscharführer, członek załóg niemieckich obozów koncentracyjnych Lublin, Auschwitz-Birkenau i Dachau.
Członek SS od roku 1932, a Waffen-SS od 1940. W październiku 1942 roku został skierowany do obozu KL Lublin. Następnie przeniesiono go do Auschwitz-Birkenau, gdzie pozostawał do 25 lipca 1944. 6 sierpnia rozpoczął służbę w kompleksie obozowym Dachau. 15 sierpnia Tempel został Arbeitseinsatzführerem w podobozie Kaufering IV, zaś od stycznia 1945 roku pełnił funkcję Rapportführera w podobozie Kaufering I. W końcu kwietnia 1945 współorganizował marsz śmierci z tego obozu.
Podczas swojej służby w podobozach Kaufering dopuszczał się indywidualnych morderstw na więźniach, a także maltretował ich, bijąc między innymi gumowym kablem czy pałką. Wilhelm Tempel został skazany na karę śmierci w procesie załogi Dachau (US vs. Martin Gottfried Weiss i inni) przed amerykańskim Trybunałem Wojskowym.
Wyrok wykonano przez powieszenie w więzieniu Landsberg 29 maja 1946 roku.